# 千永星
千 永星（チョン・ヨンソン、朝鮮語: 천영성、1929年4月21日 - 2019年7月29日）は、大韓民国の空軍軍人、政治家。大韓民国空軍少将、第11・12代韓国国会議員。
本貫は潁陽千氏、号は青耕。キリスト教徒。

## 経歴
日本統治時代の忠清南道大徳郡（現・大田広域市）出身。大田高等学校、空軍士官学校（1期）、陸軍大学、アメリカ空軍大学、檀国大学校政外科卒。ソウル大学校経営大学院修了。戦闘飛行団長、空軍本部作戦参謀本部長、軍事停戦委員会韓国側首席代表、韓国電力保守公団社長、民正党中央執行委員・忠南道支部委員長、国会経済科学分科委員長・国防委員長、大田高総同窓会会長を務めた。